# داونويل (لعبة فيديو)
داونويل هي لعبة فيديو منصات للتمرير العمودي مع عناصر روجلايك صدرت في 1 أكتوبر 2015، طُورت داخل أستوديو موبين الياباني ونشرتها ديفولفر ديجيتال. تعمل على ويندوز، بلاي ستيشن 4، بلاي ستيشن فيتا، نينتندو سويتش، آي أو إس وأندرويد.
قام بتأليف موسيقى اللعبة إيريك سوركه، مؤلف موسيقى لعبة إسبلونكي.